# Kristin Eubanks

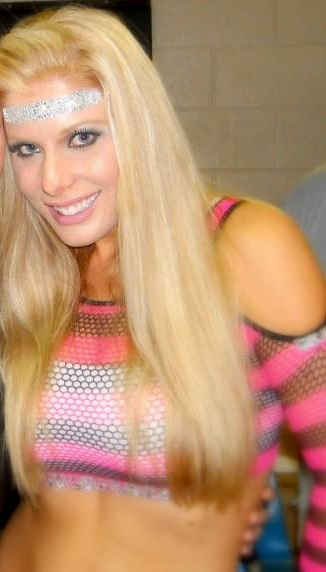
Eubanks em outubro de 2009

Kristin Eubanks (nascida em 12 de janeiro de 1981) é uma modelo, lutadora profissional e valete americana. Ela é mais conhecida pelo seu nome de ringue Krissy Vaine e também por seu tempo na WWE. Ela também treinou nos territórios de desenvolvimento da WWE, Deep South Wrestling e Florida Championship Wrestling, antes de deixar a empresa em 10 de outubro de 2007, devido a questões familiares. Atualmente, ela luta na ARW (Atomic Revolutionary Wrestling), onde foi uma vez ARW Bombshells Champion.